# Supercopa do Egito
A Supercopa do Egito é uma partida anual do futebol egípcio disputada entre os campeões da temporada passada da Premier League egípcia e os também os campeões da Copa do Egito . Se os campeões da Premier League Egípcia também vencerem a Copa do Egito, o vice-campeão da Copa do Egito enfrenta o time que venceu a Premier League Egípcia e da Copa do Egito. A competição foi fundada em 2001, o primeiro time vencedor do troféu foi o Zamalek SC . A partir da temporada 2023-24 foi aplicado um novo formato, quatro equipes competirão em vez de duas equipes, que e comum.